# L'Enfant et le Harnais
L'Enfant et le Harnais est un roman autobiographique de Jean Gilbert publié le 21 juin 1962 aux éditions Gallimard et ayant reçu le prix des Deux Magots l'année suivante.

## Résumé
Ce roman autobiographique décrit l'enfance de l'auteur dans son village natal breton de Langan dans les années 1940.

## Éditions
- Éditions Gallimard, 1962  (ISBN 2-07-022800-2).